# 费迪南多一世 (帕尔马)
费迪南多·玛利亚·菲利普·路易斯·塞巴斯蒂安·弗朗西斯·海梅（義大利語：Ferdinando Maria Filippo Lodovico Sebastiano Francesco Giacomo；1751年1月20日—1802年10月9日），出生于帕爾馬，帕尔马，皮亚琴察和瓜斯塔拉公爵。波旁王室成員，也是帕爾馬及皮亞琴察公爵菲利波一世的儿子，西班牙国王费利佩五世的孙子。